# Sołniecznoje (Dagestan)
Sołniecznoje (ros. Солнечное) – wieś w Dagestanie, w Rejonie Chasawiurckim. W 2021 roku liczyła 5374 mieszkańców.

## Geografia
Wieś jest położona w zachodnim Dagestanie, na zachód od miasta Chasawiurt, około półtora kilometra od lewego brzegu rzeki Jamansu. Na południe od wsi przebiega droga federalna R-217 «Kaukaz».